# Sommer-Paralympics 2016/Teilnehmer (Republik Kongo)
| stlisierte Goldmedaille | stlisierte Silbermedaille | stlisierte Bronzemedaille |
| ----------------------- | ------------------------- | ------------------------- |
| —                       | —                         | —                         |

Die Republik Kongo entsandt zu den Paralympischen Sommerspielen 2016 in Rio de Janeiro 1 Athleten. Das Land nimmt damit zum ersten Mal an den Paralympics teil.

## Teilnehmer nach Sportart

### Leichtathletik
| Männer              |                  |   |   |   |   |         |    |    |
| Brady Chris Bouesso | Speerwerfen F44  | - | - | - | - | 29,72 m | 15 | 15 |
| Brady Chris Bouesso | Diskuswerfen F44 | - | - | - | - | 20,38 m | 9  | 9  |